# Благовещенская церковь (Барселона)
Це́рковь Благове́щения Пресвято́й Богоро́дицы (исп. Iglesia de la Anunciación de la Madre de Dios) — храм Испанско-Португальской епархии, расположенный в Барселоне (Carrer de la Mare de Déu dels Reis, 12). Настоятель — архимандрит Серафим (Павлов).

## История

### Католический храм
Территория, на которой расположен храм, принадлежала камиллианскому монастырю. В 1910 году камиллианцами был возведен храм во имя Святого Георгия (Сант Джорди Антигуо), ставший первой отдельно стоящей церковью Барселоны, посвящённой этому святому.
5 июля 1956 года при храме был образован самостоятельный приход. Однако растущее число прихожан поставило вопрос о поиске места для строительства новой церкви со служебными зданиями. Заложенная в 1965 году церковь была освящена 16 декабря 1973 года. С этого момента богослужения в храме Святого Георгия стали проходить эпизодически, а затем здание было заброшено.
Летом 2011 года было достигнуто соглашение о передаче полуразрушенного храма в арендное пользование Русской православной церкви.

### Православный приход
Русская православная церковь Московского Патриархата активно действует в Барселоне, начиная с 2002 года, когда был учреждён Благовещенский приход, принятый в лоно Русской православной церкви 17 июля. 10 августа 2002 года патриарх Алексий II подписал антиминс, начались регулярные богослужения.
С самого начала существования прихода богослужения проводились в часовне католического прихода Санта Мария Рейна на авениде Эсплюгес. Кроме того, по определённым дням, православный причт служил перед общехристианскими святынями храмов Барселоны и Каталонии (например, в Барселонском кафедральном соборе и монастыре Монсеррат).
Помещения часовни, в которой проводились богослужения, было недостаточно для большого количества православных: гостей и жителей Барселоны и её окрестностей. Кроме того, в действующей католической часовне невозможно было установить иконостас; по окончании богослужения необходимо было убирать православную утварь, а время каждого следующего богослужения согласовывать с католическим приходом. В связи со всеми названными причинами начался поиск большего по размеру и отдельного здания, о чём велись переговоры между епископом Корсунским Нестором (Сиротенко) и архиепископом Барселоны, кардиналом Льюисом Мартинесом Систачем.
19 июня 2011 года была совершена первая Божественная Литургия в помещении храма Святого Георгия. В июне также начались работы по устройству церкви для православных богослужений. К концу августа 2011 года был установлен иконостас, а также с основным помещением храма объединён бывший приходской зал. К концу октября основные работы были завершены. 24 октября епископ Нестор освятил крест с куполом, который сразу был установлен на колокольне храма. 4 декабря 2011 года архиепископ Егорьевский Марк (Головков) и епископ Корсунский Нестор (Сиротенко) совершили малое освящение храма.
В 2019 году силами благотворителей здание удалось выкупить у римско-католической церкви, в связи с чем 7 апреля 2019 года в престольный праздник архиепископ Мадридский и Лиссабонский Нестор (Сиротенко) совершил великое освящение Благовещенского храма.

## Архитектура, убранство храма
Храм, расположенный в конце улицы, был построен в неороманском стиле и составляет вместе с монастырской оградой, возведенной в тот же период (архитектор Жоан Баптиста Феу-и-Пуич), единый комплекс.
Кирпичное здание с крупнокаменной облицовкой, состоит из двух частей разного объёма (непосредственно храма и бывшего приходского помещения). Над входом в церковь устроена звонница, на которой во время существования католического прихода располагался колокол. Над звонницей установлена небольшая золотая главка с православным восьмиконечным крестом.
Внутри храм освещается пятью круглыми и одним большим окнами с витражными религиозными изображениями со времён католического прихода (среди них, изображение Крещения Господня и Чёрной Девы Монсерратской). Центральный неф храма, алтарная часть и боковой зал разделены арочными перекрытиями. Стены храма были выбелены. Прежний иконостас был трёхъярусным, деревянным.
В 2018—2021 гг. изнутри храм был расписан художниками московской мастерской «Царьград». Иконописцы того же объединения создали иконы для нового иконостаса (установленного в церкви к началу 2019 года).
Среди особо почитаемых святынь храма:
- Ковчег с частицами мощей святых: святителя Тихона Московского, святителя Луки Крымского, мученика Александра Пермского, святителя Николая Японского, архидиакона Стефана, преподобного Амвросия Оптинского, преподобного Анатолия Оптинского, преподобного Исаакия Оптинского, преподобного Петра Афонского, священномученика Кукши Печерского, преподобного Алипия Иконописца, преподобного Агапита Врача, преподобного Николая Святоши, преподобного Марка Печерского, преподобного Иоанна Многострадального, преподобного Дамиана Целебника, блаженного Феофила Киевского и мученицы Евлалии Барселонской.
- Деревянное распятие, вырезанное монахом скита монастыря Острог и переданное в дар приходу митрополитом Черногорско-Приморским Амфилохием (Радовичем).

## Настоятели храма
| Настоятели храма                  | Настоятели храма                                      |
| Даты                              | Настоятель                                            |
| --------------------------------- | ----------------------------------------------------- |
| 26 декабря 2002 — 27 декабря 2007 | протоиерей Владимир Григорьевич Абросимов (род. 1956) |
| 27 декабря 2007 — наст. время     | архимандрит Серафим (Павлов)                          |

## Приписные приходы и общины
Духовенство Благовещенского прихода Барселоны регулярно совершает богослужения в других городах как Каталонии, так и за её пределами. К приходу приписаны:
| Город                        | Приход                                        | Изображение | Современный адрес                                   | Примечания                                                              |
| ---------------------------- | --------------------------------------------- | ----------- | --------------------------------------------------- | ----------------------------------------------------------------------- |
| Льорет-де-Мар                | Приход мучеников Кирика и Иулитты Тарсийских  |             | Carrer de Pitàgores, 6-8, Lloret de Mar             | службы проводятся в часовне Ermita de Sant Quirze                       |
| Сан-Жулиа-де-Лория (Андорра) | Приход иконы Пресвятой Богородицы «Казанская» |             | Avinguda Verge de Canòlich, 21, Sant Julìa de Lòria | Службы проводятся в католическом храме Sant Julià i Sant Germà de Lòria |
| Таррагона (Вила-сека)        | Приход иконы Божией Матери «Скоропослушница»  |             | Carretera Vilaseca-Pineda, Vila-seca, Tarragona     | службы проводятся в Ermita de la Mare de Déu de la Pineda               |